# BMW M30

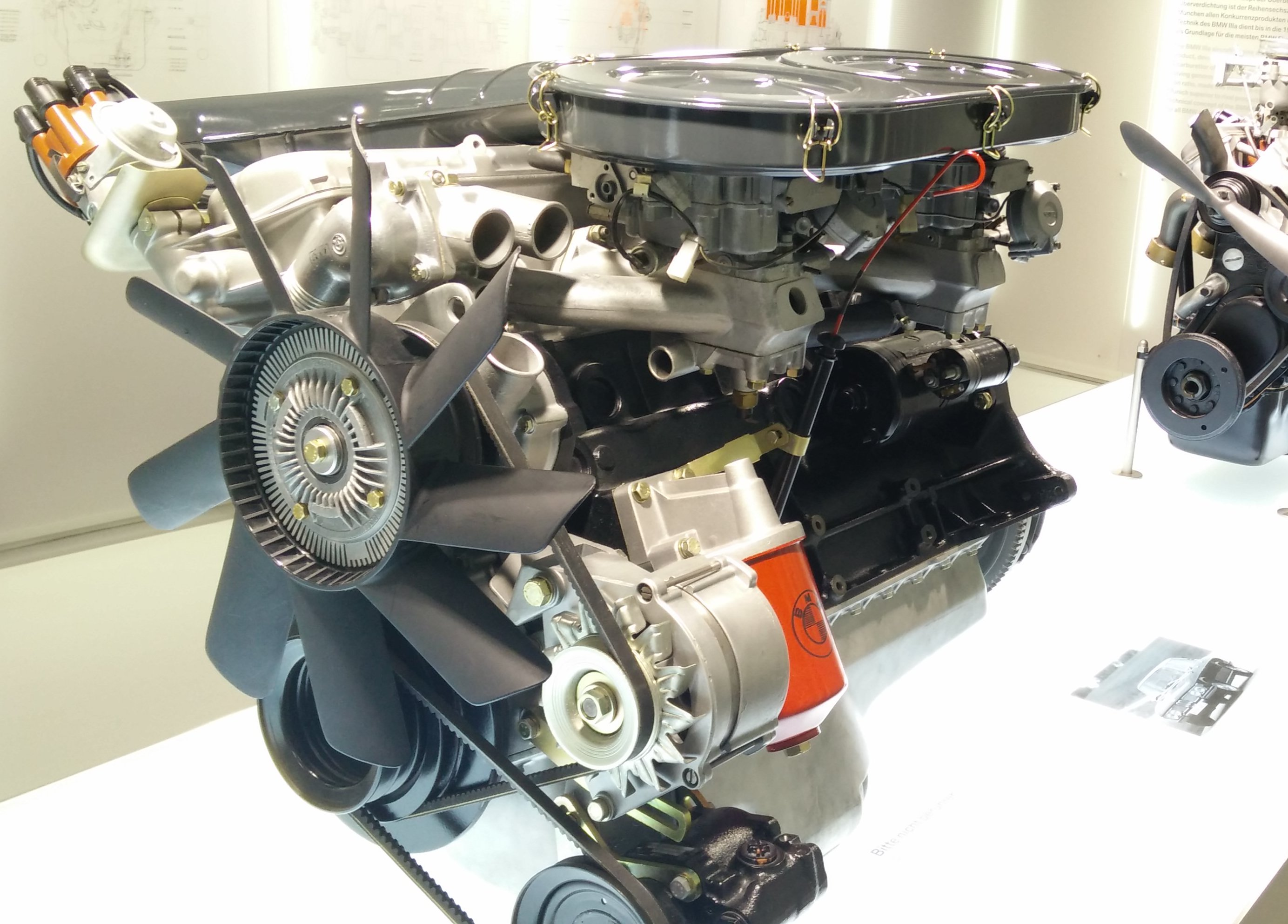
M30-Vergaservariante

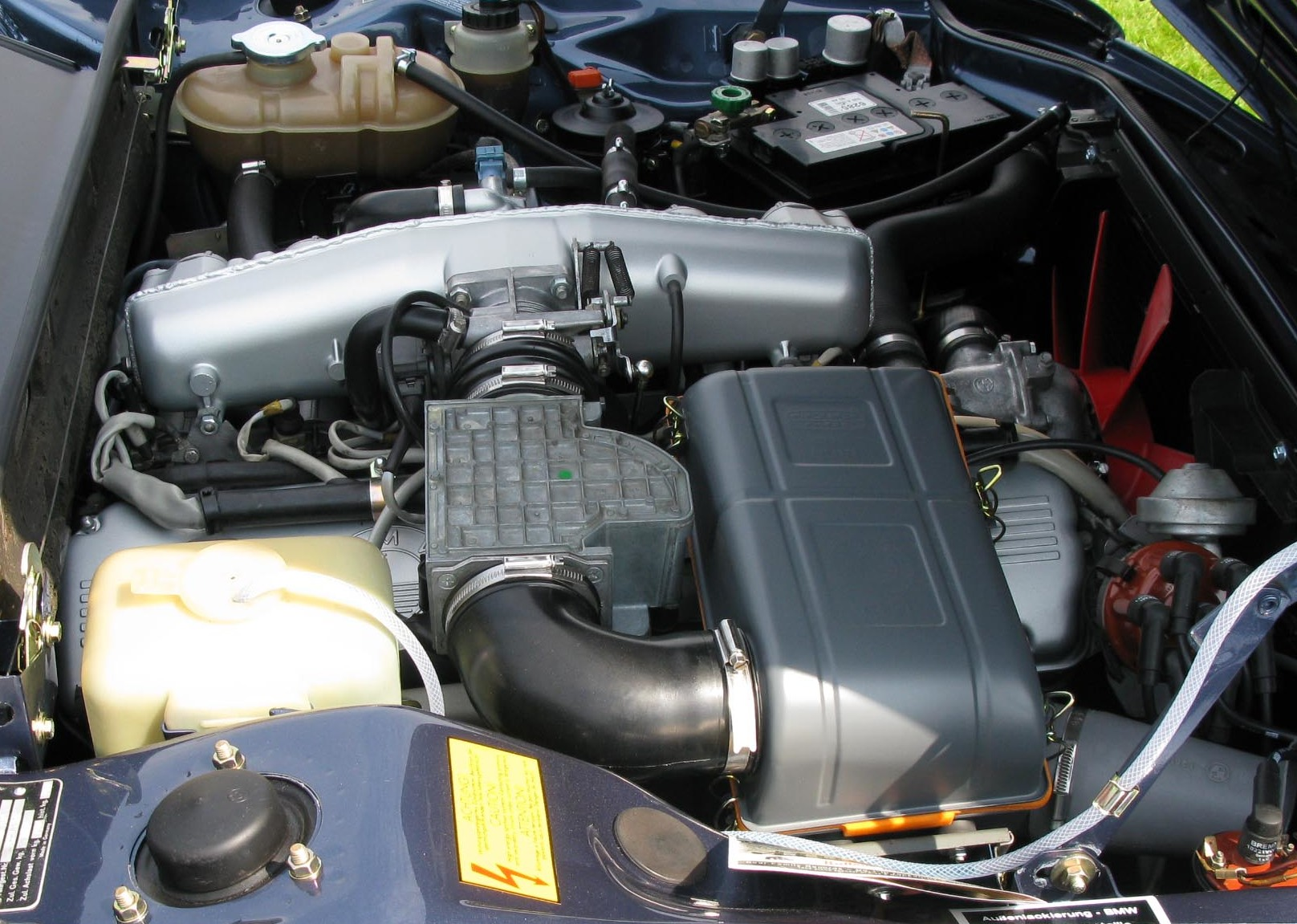
M30-Einspritzversion in einem E3

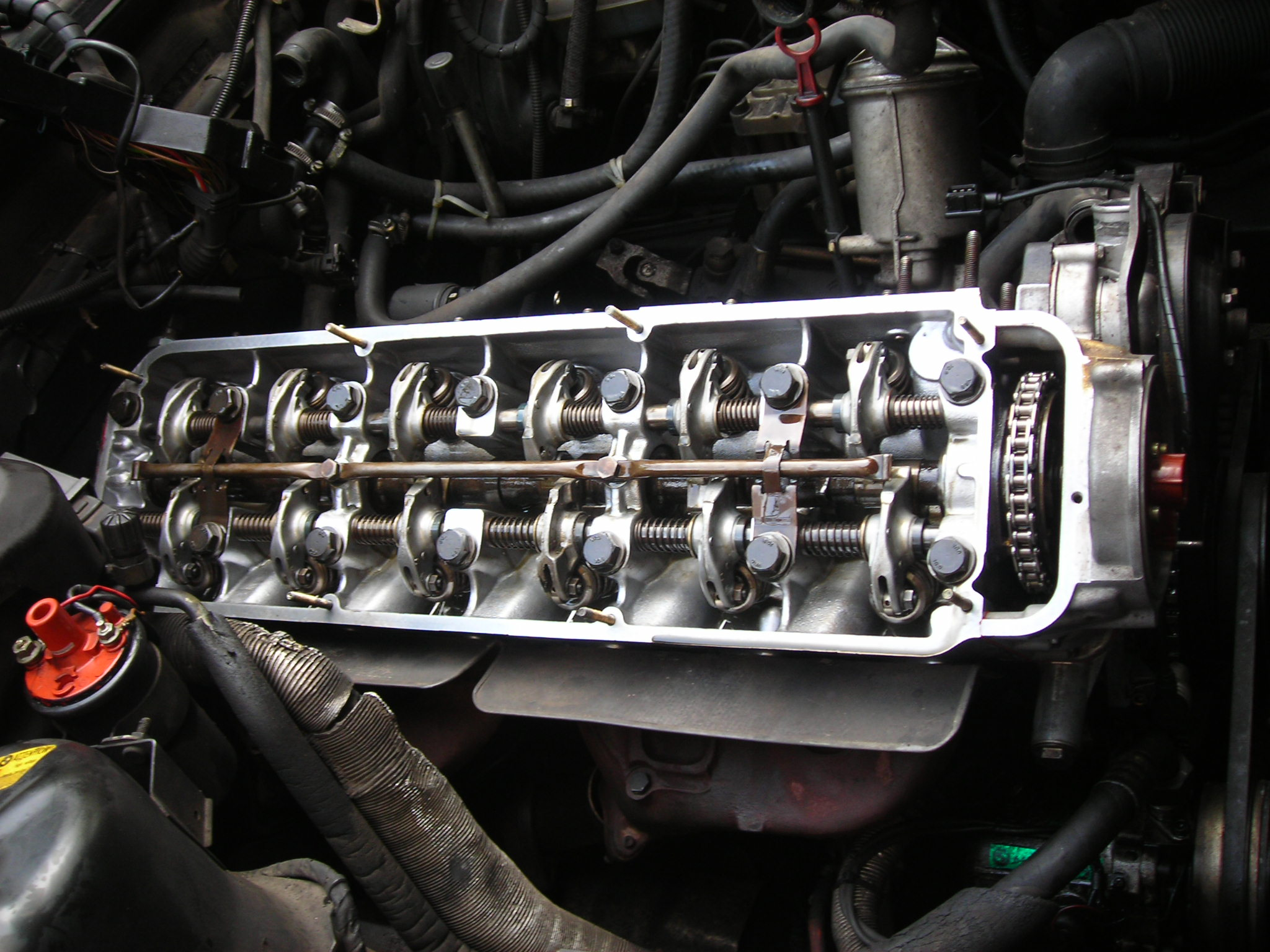
Sichtbare Kipphebel, Abdeckung entfernt.

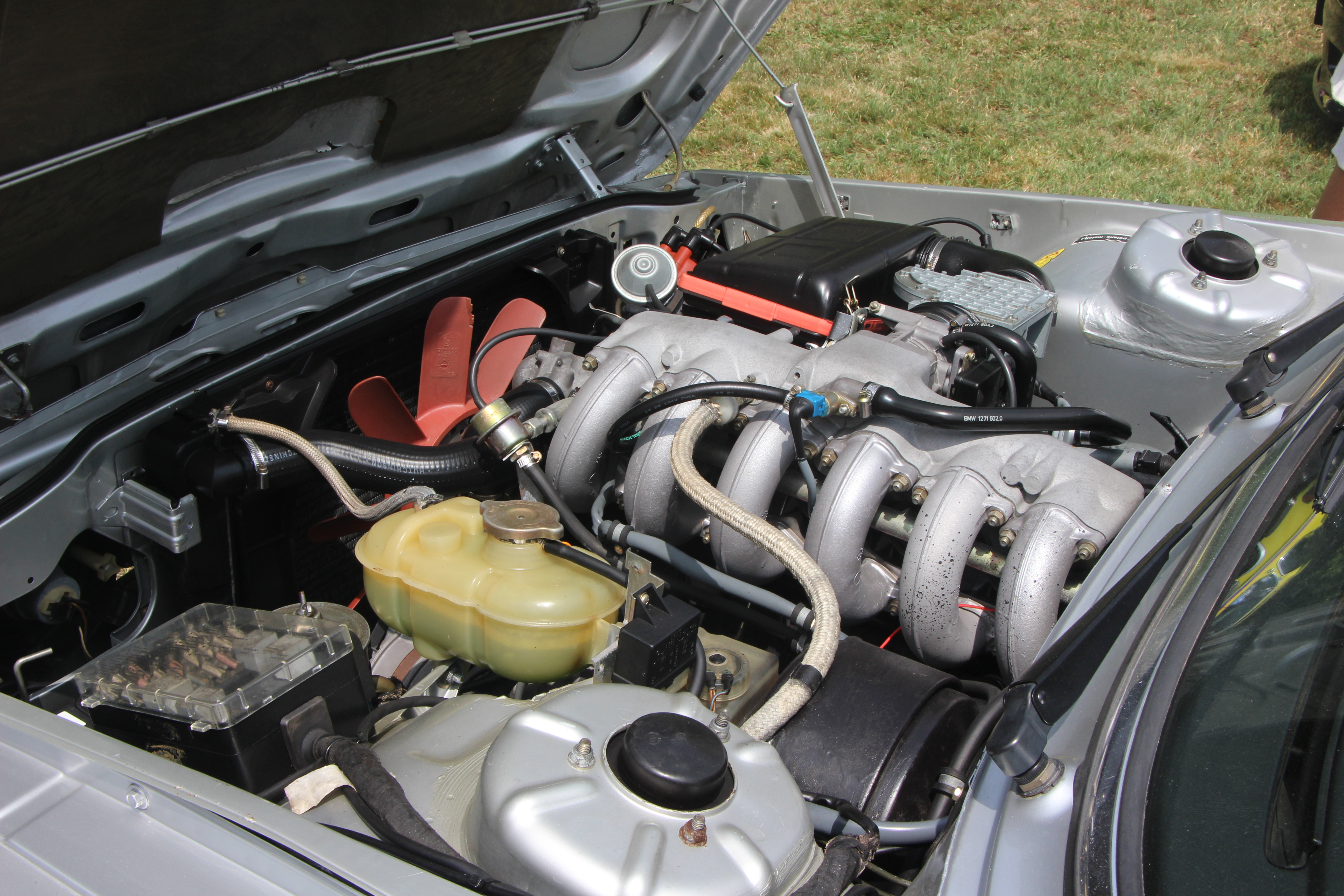
M30B35LE im M535i (E12)

Der BMW M30 ist ein Reihensechszylinder-Ottomotor von BMW mit 2,5 bis 3,5 Litern Hubraum. 
Konzeptionell geht er auf den Vierzylindermotor BMW M10 zurück und trug wesentlich zum guten Ruf von BMW als Hersteller exzellenter Sechszylindermotoren bei. Der Motor wurde erstmals 1968, damals noch unter anderen Bezeichnungen, in den Baureihen E3  bzw. E9 (inkl. später CSL), später vor allem in 5er-, 6er- und 7er- Reihe eingesetzt und blieb bis 1994 in der Fertigung. In den späteren Jahren kam parallel für Hubräume bis 2,7 Liter der kleinere M20-Sechszylinder zum Einsatz. Die die auf dem M30-Motorblock aufbauenden Vierventilversionen M88/S38 wurden noch bis 1996 gebaut.

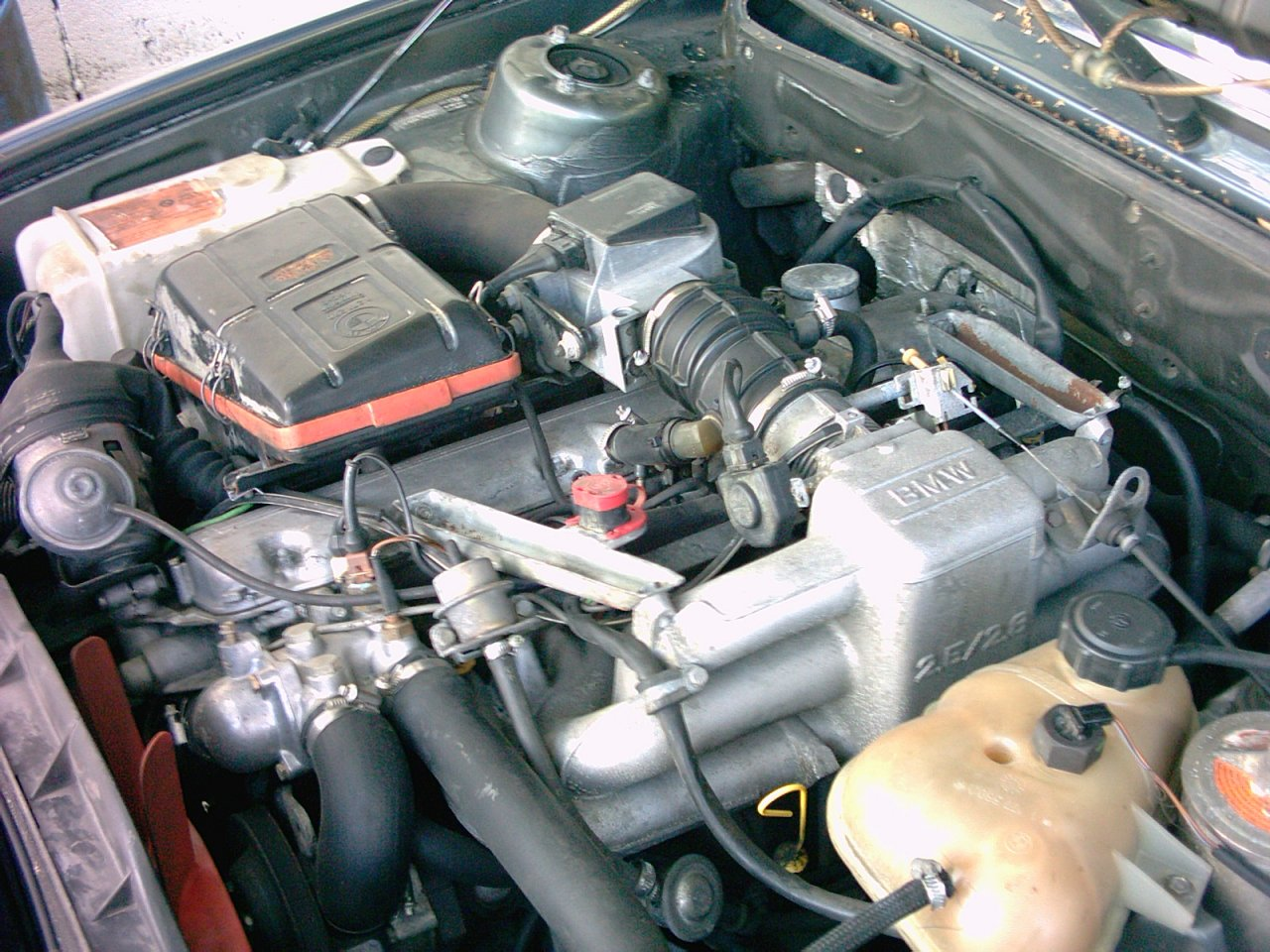
BMW-M30B25-Motor in einem BMW 525i (BMW E28)

Der Motorblock mit Zylinderabstand 100 mm ist aus Grauguss, die Kurbelwelle siebenfach gelagert.
Der Querstromzylinderkopf besteht aus  Leichtmetall. Die von einer Steuerkette, in vielen Varianten eine Duplex-Kette,  angetriebene obenliegende Nockenwelle betätigt zwei Ventile pro Zylinder. Durch Variierung der Bohrung und des Hubs entstanden Motoren mit 2,5; 2,8; 3,0; 3,2; 3,3 und 3,5 Litern Hubraum.
Zur Gemischbildung kamen Vergaser oder eine Saugrohreinspritzung, ab 1979 für die 3,2 und 3,5 l-Versionen die digitale Motorelektronik, ab 1986 in Verbindung mit Katalysator, zur Anwendung. Ende der 70er Jahre, bei der 5er-Reihe ab dem E28 1981, wurden aus Gewichtsgründen vertikal angeordnete Sauganlagen verwendet, vgl. Bilder Einspritzversionen. Bei der Vorstellung des Motors wurde der als Drei-Kugel-Wirbelwanne mit Volumenkonzentration um die Zündkerze gestaltete Brennraum hervorgehoben, der für eine weiche und auch bezüglich der Abgase günstige Verbrennung sorgte. Dies schont auch die Lager. 
Auch Versionen mit Turbolader wurden entwickelt; in Serie kamen in den 1980er Jahren die 745i.
Als Tuningbasis diente der M30-Motor u. a. den Firmen Alpina, Hartge und Schnitzer.
Der M30 wurde schließlich durch den mit Vierventiltechnik ausgestatteten BMW M50 (Sechszylinder-Reihenmotor, 24V) abgelöst. Für den BMW E32 wurde parallel zum Achtzylinder-V-Motor BMW M60 (32V) weiterhin der M30B30 angeboten.

## Daten
| Motor     | Hubraum          | Bohrung × Hub     | Verdichtung | Leistung bei 1/min       | Drehmoment bei 1/min | Jahr |
| --------- | ---------------- | ----------------- | ----------- | ------------------------ | -------------------- | ---- |
| M30B25    | 2,5 l (2494 cm3) | 86,0 mm × 71,6 mm | 9,0:1       | 110 kW (150 PS) bei 6000 | 211 Nm bei 3700      | 1968 |
| M30B28    | 2,8 l (2788 cm3) | 86,0 mm × 80,0 mm | 9,0:1       | 125 kW (170 PS) bei 6000 | 235 Nm bei 3700      | 1968 |
| M30B28LE  | 2,8 l (2788 cm3) | 86,0 mm × 80,0 mm | 9,3:1       | 135 kW (184 PS) bei 5800 | 240 Nm bei 4200      | 1979 |
| M30B30    | 3,0 l (2986 cm3) | 89,0 mm × 80,0 mm | 9,0:1       | 135 kW (184 PS) bei 5800 | 255 Nm bei 3500      | 1976 |
| M30B30    | 3,0 l (2986 cm3) | 89,0 mm × 80,0 mm | 9,0:1       | 138 kW (188 PS) bei 5800 | 260 Nm bei 4000      | 1986 |
| M30B30    | 3,0 l (2986 cm3) | 89,0 mm × 80,0 mm | 9,2:1       | 145 kW (197 PS) bei 5800 | 275 Nm bei 4000      | 1986 |
| M30B32    | 3,3 l (3210 cm3) | 89,0 mm × 86,0 mm | 10,0:1      | 145 kW (197 PS) bei 5500 | 285 Nm bei 4300      | 1979 |
| M30B33LAE | 3,3 l (3210 cm3) | 89,0 mm × 86,0 mm | 7,0:1       | 185 kW (252 PS) bei 5200 | 380 Nm bei 4000      | 1980 |
| M30B33LE  | 3,3 l (3210 cm3) | 89,0 mm × 86,0 mm | 9,0:1       | 145 kW (197 PS) bei 5500 | 280 Nm bei 4300      | 1976 |
| M30B35    | 3,5 l (3430 cm3) | 92,0 mm × 86,0 mm | 9,0:1       | 155 kW (211 PS) bei 5700 | 305 Nm bei 4000      | 1986 |
| M30B35M   | 3,5 l (3430 cm3) | 92,0 mm × 86,0 mm | 8,0:1       | 136 kW (185 PS) bei 5400 | 290 Nm bei 4000      | 1984 |
| M30B35M   | 3,5 l (3430 cm3) | 92,0 mm × 86,0 mm | 10,0:1      | 160 kW (218 PS) bei 5500 | 310 Nm bei 4000      | 1982 |
| M30B35MAE | 3,5 l (3430 cm3) | 92,0 mm × 86,0 mm | 8,0:1       | 185 kW (252 PS) bei 4900 | 380 Nm bei 2200      | 1982 |
| M30B35LE  | 3,5 l (3453 cm3) | 93,4 mm × 84,0 mm | 9,3:1       | 160 kW (218 PS) bei 5200 | 304 Nm bei 4000      | 1978 |

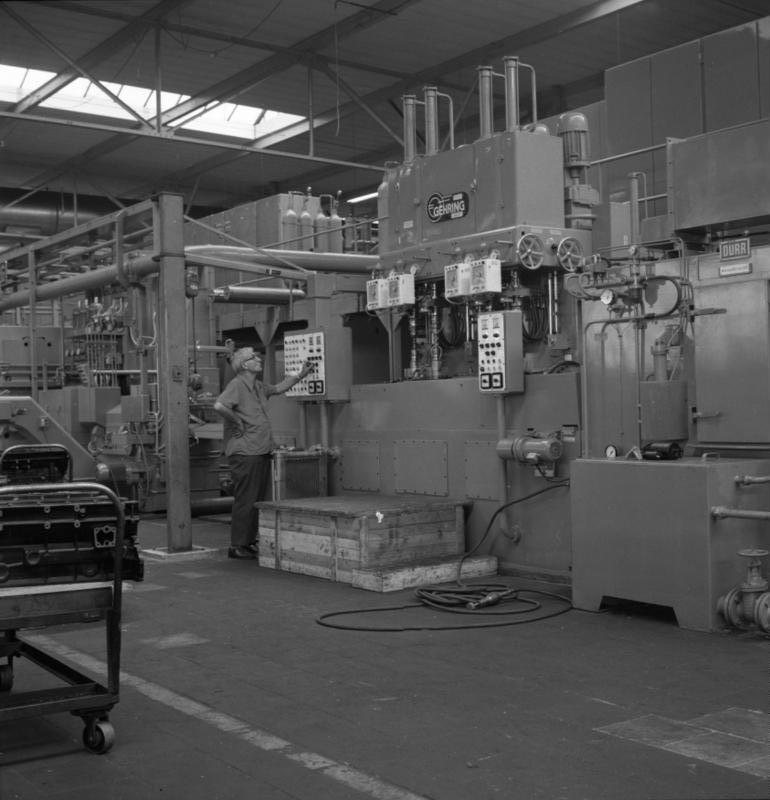
Fertigung im BMW Werk München, September 1968, Halle 140: Transportstraße für Sechszylinder-Motorblöcke, Honen der Zylinderlaufbahnen

Das Gewicht der Motoren liegt zwischen 192 kg bei der 2,5 l-Variante für den BMW 525 von 1976, 199,5 kg für die Motoren in 3.0s/si, bis 212 kg der M30B35. Die Turboversionen wiegen 225 kg.

## Verwendung
M30B25
107 / 110 kW (145 / 150 PS)
- 1968–1977 im BMW E3 2500
- 1972–1981 im BMW E12 525
- 1974–1975 im BMW E9 2.5 CS
- 1981–1987 im BMW E28 525i

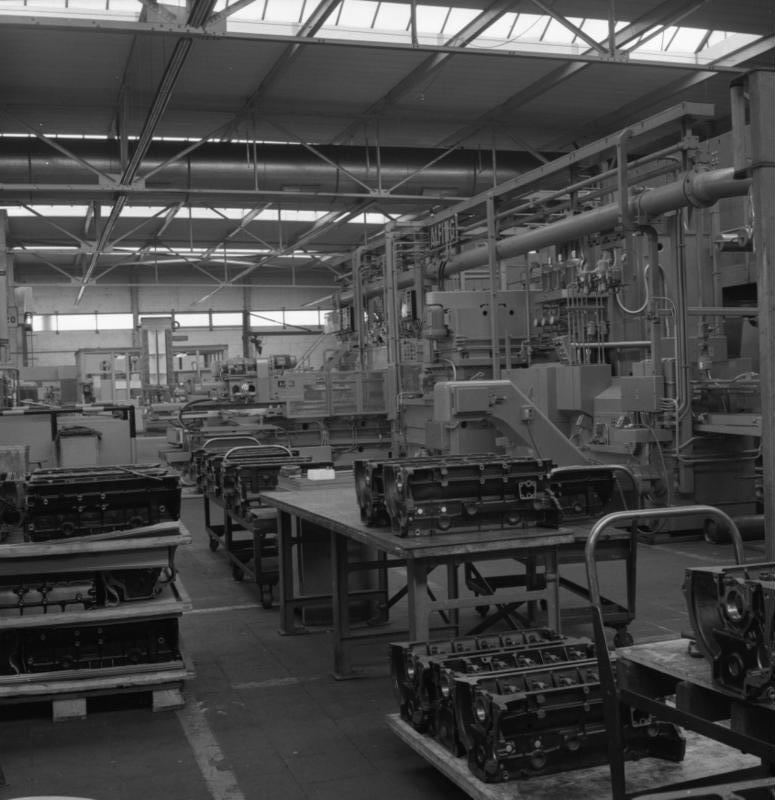
BMW Werk München, September 1968: Fertigung der Sechszylinder-Kurbelgehäuse

- 1981–1986 im BMW E23 725i (für Behörden und Export)[9]

M30B28
125 kW (170 PS)
- 1968–1971 im BMW E9 2800 CS
- 1968–1977 im BMW E3 2800
- 1972–1978 im BMW E12 528
- 1973–1977 im BMW E3 2.8 L
- 1977–1979 im BMW E23 728

130 kW (177 PS)
- 1978–1979 im BMW E12 528i

135 kW (184 PS)
- 1979–1981 im BMW E12 528i
- 1981–1987 im BMW E28 528i
- 1979–1987 im BMW E24 628 CSi
- 1979–1986 im BMW E23 728i

M30B30
132 kW (180 PS)
- 1971–1972 im BMW E9 3.0 CSL
- 1971–1975 im BMW E9 3.0 CS
- 1971–1977 im BMW E3 3.0 S
- 1973–1977 im BMW E3 3.0 L

135 kW (184 PS)
- 1976–1979 im BMW E24 630 CS
- 1977–1979 im BMW E23 730

147 kW (200 PS)
- 1971–1975 im BMW E9 3.0 CSi
- 1972–1973 im BMW E9 3.0 CSL (3003 cm³)
- 1972–1975 im BMW E3 3.0 Si

143 kW (195 PS)
- 1975–1977 im BMW E3 3.0 Si

138 kW (188 PS)
- 1988–1992 im BMW E34 530i (mit Zweimassenschwungrad)[10]
- 1986–1994 im BMW E32 730i

145 kW (197 PS)
- 1986–1992 im BMW E32 730i

M30B32 (3153 cm³)
151 kW (206 PS)
- 1973–1975 im BMW E9 3.0 CSL

M30B33
145 / 147 kW (197 / 200 PS)
- 1973–1975 im BMW E3 3.3 L Vergasermotor mit 190 PS
- 1979–1986 im BMW E23 732i erste Motronic mit 197 PS

M30B32LAE (Turbo ohne Kolbenbodenspritzkühlg.)
185 kW (252 PS)
- 1980–1983 im BMW E23 745i

M30B35MAE (Turbo mit Kolbenbodenspritzkühlg.)
185 kW (252 PS)
- 1983–1986 im BMW E23 745i

M30B33LE
145 / 147 kW (197 / 200 PS)
- 1975–1977 im BMW E3 3.3 Li
- 1976–1979 im BMW E24 633 CSi
- 1977–1979 im BMW E23 733i

M30B35LE
160 kW (218 PS, große Bohrg., kurzer Hub, 3453 cm³)
- 1979–1981 im BMW E12 M 535i
- 1978–1981 im BMW E24 635 CSi
- 1979–1981 im BMW E23 735i

M30B35M
160 kW (218 PS, schmale Bohrg., langer Hub, 3430 cm³)
- 1981–1986 im BMW E23 735i
- 1981–1987 im BMW E28S M535i
- 1981–1989 im BMW E24 635 CSi
- 1986–1992 im BMW E32 735i
- 1988–1992 im BMW E34 535i (mit Zweimassenschwungrad)[10]

M30B35M
136 kW (185 PS, Werkskat, Normalbenz. bleifrei, 8:1, 3430 cm³)
- 1984–1987 im BMW E28S M535i (1. BMW-Katmotor)
- 1984–1988 im BMW E24 635 CSi Kat.
- 1984–1986 im BMW E23 735i Kat.

Vierventilversionen auf Basis des M30:
M30B35/M88 (siehe separaten Artikel BMW M88)
323 kW (440 PS)
- 1974–1975 im BMW E9 3.0 CSL (nur Rennsportversion)

588 kW (800 PS)
- 1975 im BMW E9 3.0 CSL turbo (nur Rennsportversion)

203 kW (277 PS)
- 1978–1981 im BMW E26 M1

345 kW (470 PS)
- 1979–1980 im BMW E26 M1 (nur Rennsportversion)

624 kW (850 PS)
- 1981 im BMW E26 M1 turbo (nur Rennsportversion)

210 kW (286 PS)
- 1983–1988 im BMW E24 M 635 csi ("M6")
- 1983–1988 im BMW E28 M5
- 1983–1986 im BMW E23 M745i (Südafrikaversion)[11]

S38B36 (siehe separaten Artikel BMW S38)
231 kW (315 PS)
- 1988–1991 im BMW E34 M5 3,6 (Limousine)

S38B38
250 kW (340 PS)
- 1991–1995 im BMW E34 M5 3,8 (Limousine)
- 1992–1996 im BMW E34 M5 3,8 (Touring)